# Televisioni locali dell'Abruzzo
Eitowers Abruzzo-Molise, Telesirio, Telesirio B e Mediasix sono quattro dei multiplex della televisione digitale terrestre presenti nel sistema DVB-T italiano.
Eitowers Abruzzo-Molise appartiene a EI Towers S.p.A. interamente posseduta da 2i Towers S.r.l., a sua volta controllata al 100% da 2i Towers Holding S.r.l., che è partecipata per il 40% da Mediaset e per il 60% da F2i TLC 1 S.r.l..
Telesirio e Telesirio B appartengono a Telesirio.
Mediasix appartiene a TV Sei e Telesirio.

## Copertura
Eitowers Abruzzo-Molise è una rete di primo livello disponibile in tutto l'Abruzzo.
Telesirio è una rete di secondo livello disponibile nella provincia dell'Aquila.
Telesirio B è una rete di secondo livello disponibile nelle province di Chieti e Pescara.
Mediasix è una rete di secondo livello disponibile nella provincia dell'Aquila.

## Frequenze
Eitowers Abruzzo-Molise trasmette sul canale 29 della banda UHF IV nella provincia dell'Aquila e sul canale 32 della banda UHF IV in tutto l'Abruzzo eccetto la provincia dell'Aquila.
Telesirio trasmette sul canale 22 della banda UHF IV nella provincia dell'Aquila.
Telesirio B trasmette sul canale 42 della banda UHF V nelle province di Chieti e Pescara.
Mediasix trasmette sul canale 31 della banda UHF IV nella provincia dell'Aquila.

## Servizi

### Canali televisivi (Eitowers Abruzzo-Molise)
| LCN   | Canale              | Note       |
| ----- | ------------------- | ---------- |
| 10    | RETE 8              | FTA (HDTV) |
| 11    | TELEMOLISE          | FTA (HDTV) |
| 12    | Laqtv               | FTA (HDTV) |
| 13    | TVSEI               | FTA (HDTV) |
| 14    | TELEMAX             | FTA (HDTV) |
| 15    | InfoMediaNews       | FTA (HDTV) |
| 16    | Super J             | FTA        |
| 17    | TELEREGIONE         | FTA (HDTV) |
| 18    | DICIOTTO            | FTA (HDTV) |
| 19 71 | CANALE ITALIA extra | FTA        |
| 75    | RETE8 SPORT         | FTA        |
| 76    | TELESIRIO           | FTA        |
| 77    | TLT CANALE 77       | FTA (HDTV) |
| 79    | Vera Abruzzo        | FTA (HDTV) |
| 85    | 6 OnAir             | FTA        |
| 98    | RADIO PARSIFAL TV   | FTA        |
| 99    | TRSP                | FTA        |

### Canali televisivi (Telesirio)
| LCN | Canale             | Note          |
| --- | ------------------ | ------------- |
| 81  | TELESIRIO STORY    | FTA (HDTV)    |
| 82  | TELESIRIO L’AQUILA | FTA           |
| 83  | TELESIRIO SPORT    | FTA           |
| 84  | GUSTO TV           | FTA           |
| 86  | AZZURRA TV1        | FTA (HEVC HD) |
| 87  | VERA TV            | FTA (HDTV)    |
| 88  | TELESIRIO PLUS     | FTA (MPEG-2)  |
| 89  | TELEUNIVERSO       | FTA           |
| 90  | ANTENNA 2          | FTA           |
| 91  | AZZURRA TV2        | FTA (HEVC HD) |
| 92  | AZZURRA TV3        | FTA (HEVC HD) |
| 93  | AZZURRA TV4        | FTA (HEVC HD) |
| 94  | TURISMO TV         | FTA           |
| 111 | ADN 24             | FTA (HDTV)    |

### Canali televisivi (Telesirio B)
| LCN | Canale             | Note          |
| --- | ------------------ | ------------- |
| 80  | Le Cronache        | FTA (HEVC HD) |
| 81  | TELESIRIO STORY    | FTA (HDTV)    |
| 82  | TELESIRIO L’AQUILA | FTA           |
| 83  | TELESIRIO SPORT    | FTA           |
| 84  | GUSTO TV           | FTA           |
| 86  | AZZURRA TV1        | FTA (HEVC HD) |
| 87  | VERA TV            | FTA (HDTV)    |
| 88  | TELESIRIO PLUS     | FTA (MPEG-2)  |
| 90  | Life Zone          | FTA           |
| 91  | AZZURRA TV2        | FTA (HEVC HD) |
| 92  | AZZURRA TV3        | FTA (HEVC HD) |
| 93  | AZZURRA TV4        | FTA (HEVC HD) |
| 94  | TURISMO TV         | FTA           |
| 95  | ONDA TV            | FTA (HEVC HD) |
| 96  | SOVERATO 1         | FTA (HEVC SD) |
| 97  | TELE MAGNA GRAECIA | FTA (HEVC SD) |
| 110 | AQUESIO TV         | FTA (HEVC SD) |
| 111 | ADN 24             | FTA (HDTV)    |
| 112 | RTUA               | FTA (HEVC HD) |
| 113 | RTUA2              | FTA (HEVC SD) |
| 114 | VP VOLTAPAGINA     | FTA (HEVC SD) |
| 115 | SGUL TV            | FTA (HEVC HD) |
| 116 | TELEBAIETTA        | FTA (HEVC HD) |

### Canali televisivi (Mediasix)
| LCN | Canale       | Note |
| --- | ------------ | ---- |
| 95  | BLU VINYL TV | FTA  |